# Megale (woreda)
Megale est un des 29 woredas (district administratif) de la zone 2 de la région Afar en Éthiopie. Il se trouve à l’est du plateau tigréen, au nord de la dépression de l’Afar. Il est bordé au nord par le woreda Abala, à l’est par Erebti, au sud par la zone 4 de la région Afar, et à l’ouest par la région du Tigré.

## Géographie
Le territoire couvre une superficie d’environ 1 548 km2. Il présente une topographie variée, avec des hauteurs modérées à l’ouest et des zones plus arides et basses vers l’est. Le ruisseau saisonnier Erebti traverse le woreda en direction de la dépression de l’Afar. Le site thermal de Leile est un point d’intérêt local, réputé pour ses eaux chaudes naturelles, et attire des visiteurs des régions voisines à pied.

## Démographie
Lors du recensement de 2007, Megale comptait 28 113 habitants 15 340 hommes et 12 773 femmes), répartis dans 4 714 ménages, soit une densité moyenne de 18,2 hab./km2. Environ 2,5 % de la population était urbaine (703 personnes) et 30,4 % pastorale (8 551 individus). L’immense majorité de la population (99,22 %) est de religion musulmane.  
En 2022, une estimation de la Central Statistical Agency (CSA) situait la population du woreda à 37 030 personnes, confirmant une croissance démographique notable.

## Infrastructures et développement
Le woreda fait l’objet de projets d’amélioration de l’accès à l’eau, notamment par la réhabilitation de forages équipés de pompes solaires. Ces actions sont cruciales pour les communautés pastorales, particulièrement vulnérables en période de sécheresse. Plusieurs kebeles (unités administratives locales) sont concernés, comme Adu Under ou Sere.

## Contexte sécuritaire
Megale est également situé à proximité de la région du Tigré, ce qui l’a placé au cœur des tensions durant le conflit tigréen. Des incursions militaires et déplacements de populations ont été signalés entre 2021 et 2022, mettant à l’épreuve les capacités humanitaires locales.